# POGZ
El elemento transponible Pogo con dominio ZNF es una proteína que en humanos está codificada por el gen POGZ.
La proteína codificada por este gen parece ser una proteína de dedo de zinc que contiene un dominio de transposasa en el extremo C-terminal.
Se descubrió que esta proteína interactúa con el factor de transcripción SP1 en un sistema de dos híbridos de levadura. Se han observado al menos tres variantes de transcripción empalmadas alternativamente que codifican isoformas distintas.

## Significación clínica
La mutación heterocigótica de POGZ causa el síndrome de White-Sutton.